# Mistrzostwa świata w szachach 2014
| Uczestnicy meczu                                                     | Uczestnicy meczu                                                 |
| -------------------------------------------------------------------- | ---------------------------------------------------------------- |
|                                                                      |                                                                  |
| Magnus Carlsen · Norwegia · obrońca tytułu · ur. 1990 · ranking 2863 | Viswanathan Anand · Indie · pretendent · ur. 1969 · ranking 2792 |
| Sochi Media Center w Soczi                                           |                                                                  |

Mistrzostwa świata w szachach 2014 – mecz szachowy, rozegrany na terenie wioski olimpijskiej w Soczi (w budynku Sochi Media Center) w dniach od 5 do 24 listopada 2014 roku, pomiędzy broniącym tytułu mistrza świata Magnusem Carlsenem z Norwegii, a pretendentem Viswanathanem Anandem z Indii.
Pula nagród wyniosła 1 milion dolarów, choć pierwotnie miała wynosić trzykrotnie więcej. Sędzią głównym meczu był Andrzej Filipowicz.

## Zasady
Regulamin meczu przewidywał rozegranie 12 partii oraz ewentualnych dogrywek. Magnus Carlsen bronił tytułu po zwycięstwie w 2013 r. nad Viswanathanem Anandem, który prawo do udziału w kolejnym meczu o mistrzostwo świata zdobył dzięki zwycięstwu w turnieju pretendentów, rozegranym w marcu 2014 r. w Chanty-Mansyjsku.
Zawodnicy mieli po 120 minut na wykonanie pierwszych 40 ruchów w każdej partii, następnie 60 minut na kolejne 20 ruchów. Po wykonaniu 60 ruchów, każdy z zawodników otrzymywał 15 minut na dokończenie partii oraz dodatkowy czas w postaci 30 sekund po wykonaniu każdego kolejne ruchu (od 61 włącznie). Jeżeli po 12 partiach byłby remis 6:6, organizatorzy przewidzieli dogrywki. Zostałyby rozegrane cztery dodatkowe partie, w każdej z nich każdy z graczy miałby 25 minut na partię oraz bonus w postaci 10 sekund po każdym wykonanym ruchu. Jeżeli po rozegraniu tych czterech partii dalej byłby remis, gracze zagraliby szachy błyskawiczne. Jeżeli to nie przyniosłoby rozstrzygnięcia, rozegrany zostałby ostateczny pojedynek, w którym gracz grający białymi miałby 5 minut na grę a czarnymi cztery minuty (plus dodatkowe 3 sekundy za każdy wykonany ruch od 61 ruchu włącznie). Jeżeli w tej decydującej rozgrywce także doszłoby do remisu, mistrzem zostałby gracz grającymi czarnymi (z powodu posiadania krótszego czasu na grę).

## Przebieg meczu
W opinii komentatorów Magnus Carlsen był faworytem meczu, co wynikało z przekonywającego zwycięstwa w rozegranym w 2013 r. meczu o mistrzostwo świata, jak również z wyższej pozycji na liście rankingowej FIDE na dzień 1 listopada 2014 (Carlsen – 1 m., Anand – 6 m.). Arcymistrz Siergiej Smagin uważał jednak, że ewentualne zwycięstwo nie przyjdzie młodemu Norwegowi tak łatwo, jak w meczu poprzednim.
|   | a | b | c | d | e | f | g | h |   |
| 8 | g8 – Czarna wieża · h8 – Czarna wieża · b7 – Czarny król · f7 – Czarny pionek · b6 – Czarny pionek · c6 – Czarny goniec · e6 – Czarny pionek · g6 – Czarny skoczek · h6 – Czarny pionek · a5 – Czarny pionek · c5 – Czarny pionek · e5 – Biały pionek · h5 – Biała wieża · c4 – Biały pionek · g4 – Biała wieża · c3 – Biały pionek · e3 – Biały goniec · a2 – Biały pionek · c2 – Biały goniec · d2 – Biały król · f2 – Biały pionek · g2 – Biały pionek | g8 – Czarna wieża · h8 – Czarna wieża · b7 – Czarny król · f7 – Czarny pionek · b6 – Czarny pionek · c6 – Czarny goniec · e6 – Czarny pionek · g6 – Czarny skoczek · h6 – Czarny pionek · a5 – Czarny pionek · c5 – Czarny pionek · e5 – Biały pionek · h5 – Biała wieża · c4 – Biały pionek · g4 – Biała wieża · c3 – Biały pionek · e3 – Biały goniec · a2 – Biały pionek · c2 – Biały goniec · d2 – Biały król · f2 – Biały pionek · g2 – Biały pionek | g8 – Czarna wieża · h8 – Czarna wieża · b7 – Czarny król · f7 – Czarny pionek · b6 – Czarny pionek · c6 – Czarny goniec · e6 – Czarny pionek · g6 – Czarny skoczek · h6 – Czarny pionek · a5 – Czarny pionek · c5 – Czarny pionek · e5 – Biały pionek · h5 – Biała wieża · c4 – Biały pionek · g4 – Biała wieża · c3 – Biały pionek · e3 – Biały goniec · a2 – Biały pionek · c2 – Biały goniec · d2 – Biały król · f2 – Biały pionek · g2 – Biały pionek | g8 – Czarna wieża · h8 – Czarna wieża · b7 – Czarny król · f7 – Czarny pionek · b6 – Czarny pionek · c6 – Czarny goniec · e6 – Czarny pionek · g6 – Czarny skoczek · h6 – Czarny pionek · a5 – Czarny pionek · c5 – Czarny pionek · e5 – Biały pionek · h5 – Biała wieża · c4 – Biały pionek · g4 – Biała wieża · c3 – Biały pionek · e3 – Biały goniec · a2 – Biały pionek · c2 – Biały goniec · d2 – Biały król · f2 – Biały pionek · g2 – Biały pionek | g8 – Czarna wieża · h8 – Czarna wieża · b7 – Czarny król · f7 – Czarny pionek · b6 – Czarny pionek · c6 – Czarny goniec · e6 – Czarny pionek · g6 – Czarny skoczek · h6 – Czarny pionek · a5 – Czarny pionek · c5 – Czarny pionek · e5 – Biały pionek · h5 – Biała wieża · c4 – Biały pionek · g4 – Biała wieża · c3 – Biały pionek · e3 – Biały goniec · a2 – Biały pionek · c2 – Biały goniec · d2 – Biały król · f2 – Biały pionek · g2 – Biały pionek | g8 – Czarna wieża · h8 – Czarna wieża · b7 – Czarny król · f7 – Czarny pionek · b6 – Czarny pionek · c6 – Czarny goniec · e6 – Czarny pionek · g6 – Czarny skoczek · h6 – Czarny pionek · a5 – Czarny pionek · c5 – Czarny pionek · e5 – Biały pionek · h5 – Biała wieża · c4 – Biały pionek · g4 – Biała wieża · c3 – Biały pionek · e3 – Biały goniec · a2 – Biały pionek · c2 – Biały goniec · d2 – Biały król · f2 – Biały pionek · g2 – Biały pionek | g8 – Czarna wieża · h8 – Czarna wieża · b7 – Czarny król · f7 – Czarny pionek · b6 – Czarny pionek · c6 – Czarny goniec · e6 – Czarny pionek · g6 – Czarny skoczek · h6 – Czarny pionek · a5 – Czarny pionek · c5 – Czarny pionek · e5 – Biały pionek · h5 – Biała wieża · c4 – Biały pionek · g4 – Biała wieża · c3 – Biały pionek · e3 – Biały goniec · a2 – Biały pionek · c2 – Biały goniec · d2 – Biały król · f2 – Biały pionek · g2 – Biały pionek | g8 – Czarna wieża · h8 – Czarna wieża · b7 – Czarny król · f7 – Czarny pionek · b6 – Czarny pionek · c6 – Czarny goniec · e6 – Czarny pionek · g6 – Czarny skoczek · h6 – Czarny pionek · a5 – Czarny pionek · c5 – Czarny pionek · e5 – Biały pionek · h5 – Biała wieża · c4 – Biały pionek · g4 – Biała wieża · c3 – Biały pionek · e3 – Biały goniec · a2 – Biały pionek · c2 – Biały goniec · d2 – Biały król · f2 – Biały pionek · g2 – Biały pionek | 8 |
| 7 | g8 – Czarna wieża · h8 – Czarna wieża · b7 – Czarny król · f7 – Czarny pionek · b6 – Czarny pionek · c6 – Czarny goniec · e6 – Czarny pionek · g6 – Czarny skoczek · h6 – Czarny pionek · a5 – Czarny pionek · c5 – Czarny pionek · e5 – Biały pionek · h5 – Biała wieża · c4 – Biały pionek · g4 – Biała wieża · c3 – Biały pionek · e3 – Biały goniec · a2 – Biały pionek · c2 – Biały goniec · d2 – Biały król · f2 – Biały pionek · g2 – Biały pionek | g8 – Czarna wieża · h8 – Czarna wieża · b7 – Czarny król · f7 – Czarny pionek · b6 – Czarny pionek · c6 – Czarny goniec · e6 – Czarny pionek · g6 – Czarny skoczek · h6 – Czarny pionek · a5 – Czarny pionek · c5 – Czarny pionek · e5 – Biały pionek · h5 – Biała wieża · c4 – Biały pionek · g4 – Biała wieża · c3 – Biały pionek · e3 – Biały goniec · a2 – Biały pionek · c2 – Biały goniec · d2 – Biały król · f2 – Biały pionek · g2 – Biały pionek | g8 – Czarna wieża · h8 – Czarna wieża · b7 – Czarny król · f7 – Czarny pionek · b6 – Czarny pionek · c6 – Czarny goniec · e6 – Czarny pionek · g6 – Czarny skoczek · h6 – Czarny pionek · a5 – Czarny pionek · c5 – Czarny pionek · e5 – Biały pionek · h5 – Biała wieża · c4 – Biały pionek · g4 – Biała wieża · c3 – Biały pionek · e3 – Biały goniec · a2 – Biały pionek · c2 – Biały goniec · d2 – Biały król · f2 – Biały pionek · g2 – Biały pionek | g8 – Czarna wieża · h8 – Czarna wieża · b7 – Czarny król · f7 – Czarny pionek · b6 – Czarny pionek · c6 – Czarny goniec · e6 – Czarny pionek · g6 – Czarny skoczek · h6 – Czarny pionek · a5 – Czarny pionek · c5 – Czarny pionek · e5 – Biały pionek · h5 – Biała wieża · c4 – Biały pionek · g4 – Biała wieża · c3 – Biały pionek · e3 – Biały goniec · a2 – Biały pionek · c2 – Biały goniec · d2 – Biały król · f2 – Biały pionek · g2 – Biały pionek | g8 – Czarna wieża · h8 – Czarna wieża · b7 – Czarny król · f7 – Czarny pionek · b6 – Czarny pionek · c6 – Czarny goniec · e6 – Czarny pionek · g6 – Czarny skoczek · h6 – Czarny pionek · a5 – Czarny pionek · c5 – Czarny pionek · e5 – Biały pionek · h5 – Biała wieża · c4 – Biały pionek · g4 – Biała wieża · c3 – Biały pionek · e3 – Biały goniec · a2 – Biały pionek · c2 – Biały goniec · d2 – Biały król · f2 – Biały pionek · g2 – Biały pionek | g8 – Czarna wieża · h8 – Czarna wieża · b7 – Czarny król · f7 – Czarny pionek · b6 – Czarny pionek · c6 – Czarny goniec · e6 – Czarny pionek · g6 – Czarny skoczek · h6 – Czarny pionek · a5 – Czarny pionek · c5 – Czarny pionek · e5 – Biały pionek · h5 – Biała wieża · c4 – Biały pionek · g4 – Biała wieża · c3 – Biały pionek · e3 – Biały goniec · a2 – Biały pionek · c2 – Biały goniec · d2 – Biały król · f2 – Biały pionek · g2 – Biały pionek | g8 – Czarna wieża · h8 – Czarna wieża · b7 – Czarny król · f7 – Czarny pionek · b6 – Czarny pionek · c6 – Czarny goniec · e6 – Czarny pionek · g6 – Czarny skoczek · h6 – Czarny pionek · a5 – Czarny pionek · c5 – Czarny pionek · e5 – Biały pionek · h5 – Biała wieża · c4 – Biały pionek · g4 – Biała wieża · c3 – Biały pionek · e3 – Biały goniec · a2 – Biały pionek · c2 – Biały goniec · d2 – Biały król · f2 – Biały pionek · g2 – Biały pionek | g8 – Czarna wieża · h8 – Czarna wieża · b7 – Czarny król · f7 – Czarny pionek · b6 – Czarny pionek · c6 – Czarny goniec · e6 – Czarny pionek · g6 – Czarny skoczek · h6 – Czarny pionek · a5 – Czarny pionek · c5 – Czarny pionek · e5 – Biały pionek · h5 – Biała wieża · c4 – Biały pionek · g4 – Biała wieża · c3 – Biały pionek · e3 – Biały goniec · a2 – Biały pionek · c2 – Biały goniec · d2 – Biały król · f2 – Biały pionek · g2 – Biały pionek | 7 |
| 6 | g8 – Czarna wieża · h8 – Czarna wieża · b7 – Czarny król · f7 – Czarny pionek · b6 – Czarny pionek · c6 – Czarny goniec · e6 – Czarny pionek · g6 – Czarny skoczek · h6 – Czarny pionek · a5 – Czarny pionek · c5 – Czarny pionek · e5 – Biały pionek · h5 – Biała wieża · c4 – Biały pionek · g4 – Biała wieża · c3 – Biały pionek · e3 – Biały goniec · a2 – Biały pionek · c2 – Biały goniec · d2 – Biały król · f2 – Biały pionek · g2 – Biały pionek | g8 – Czarna wieża · h8 – Czarna wieża · b7 – Czarny król · f7 – Czarny pionek · b6 – Czarny pionek · c6 – Czarny goniec · e6 – Czarny pionek · g6 – Czarny skoczek · h6 – Czarny pionek · a5 – Czarny pionek · c5 – Czarny pionek · e5 – Biały pionek · h5 – Biała wieża · c4 – Biały pionek · g4 – Biała wieża · c3 – Biały pionek · e3 – Biały goniec · a2 – Biały pionek · c2 – Biały goniec · d2 – Biały król · f2 – Biały pionek · g2 – Biały pionek | g8 – Czarna wieża · h8 – Czarna wieża · b7 – Czarny król · f7 – Czarny pionek · b6 – Czarny pionek · c6 – Czarny goniec · e6 – Czarny pionek · g6 – Czarny skoczek · h6 – Czarny pionek · a5 – Czarny pionek · c5 – Czarny pionek · e5 – Biały pionek · h5 – Biała wieża · c4 – Biały pionek · g4 – Biała wieża · c3 – Biały pionek · e3 – Biały goniec · a2 – Biały pionek · c2 – Biały goniec · d2 – Biały król · f2 – Biały pionek · g2 – Biały pionek | g8 – Czarna wieża · h8 – Czarna wieża · b7 – Czarny król · f7 – Czarny pionek · b6 – Czarny pionek · c6 – Czarny goniec · e6 – Czarny pionek · g6 – Czarny skoczek · h6 – Czarny pionek · a5 – Czarny pionek · c5 – Czarny pionek · e5 – Biały pionek · h5 – Biała wieża · c4 – Biały pionek · g4 – Biała wieża · c3 – Biały pionek · e3 – Biały goniec · a2 – Biały pionek · c2 – Biały goniec · d2 – Biały król · f2 – Biały pionek · g2 – Biały pionek | g8 – Czarna wieża · h8 – Czarna wieża · b7 – Czarny król · f7 – Czarny pionek · b6 – Czarny pionek · c6 – Czarny goniec · e6 – Czarny pionek · g6 – Czarny skoczek · h6 – Czarny pionek · a5 – Czarny pionek · c5 – Czarny pionek · e5 – Biały pionek · h5 – Biała wieża · c4 – Biały pionek · g4 – Biała wieża · c3 – Biały pionek · e3 – Biały goniec · a2 – Biały pionek · c2 – Biały goniec · d2 – Biały król · f2 – Biały pionek · g2 – Biały pionek | g8 – Czarna wieża · h8 – Czarna wieża · b7 – Czarny król · f7 – Czarny pionek · b6 – Czarny pionek · c6 – Czarny goniec · e6 – Czarny pionek · g6 – Czarny skoczek · h6 – Czarny pionek · a5 – Czarny pionek · c5 – Czarny pionek · e5 – Biały pionek · h5 – Biała wieża · c4 – Biały pionek · g4 – Biała wieża · c3 – Biały pionek · e3 – Biały goniec · a2 – Biały pionek · c2 – Biały goniec · d2 – Biały król · f2 – Biały pionek · g2 – Biały pionek | g8 – Czarna wieża · h8 – Czarna wieża · b7 – Czarny król · f7 – Czarny pionek · b6 – Czarny pionek · c6 – Czarny goniec · e6 – Czarny pionek · g6 – Czarny skoczek · h6 – Czarny pionek · a5 – Czarny pionek · c5 – Czarny pionek · e5 – Biały pionek · h5 – Biała wieża · c4 – Biały pionek · g4 – Biała wieża · c3 – Biały pionek · e3 – Biały goniec · a2 – Biały pionek · c2 – Biały goniec · d2 – Biały król · f2 – Biały pionek · g2 – Biały pionek | g8 – Czarna wieża · h8 – Czarna wieża · b7 – Czarny król · f7 – Czarny pionek · b6 – Czarny pionek · c6 – Czarny goniec · e6 – Czarny pionek · g6 – Czarny skoczek · h6 – Czarny pionek · a5 – Czarny pionek · c5 – Czarny pionek · e5 – Biały pionek · h5 – Biała wieża · c4 – Biały pionek · g4 – Biała wieża · c3 – Biały pionek · e3 – Biały goniec · a2 – Biały pionek · c2 – Biały goniec · d2 – Biały król · f2 – Biały pionek · g2 – Biały pionek | 6 |
| 5 | g8 – Czarna wieża · h8 – Czarna wieża · b7 – Czarny król · f7 – Czarny pionek · b6 – Czarny pionek · c6 – Czarny goniec · e6 – Czarny pionek · g6 – Czarny skoczek · h6 – Czarny pionek · a5 – Czarny pionek · c5 – Czarny pionek · e5 – Biały pionek · h5 – Biała wieża · c4 – Biały pionek · g4 – Biała wieża · c3 – Biały pionek · e3 – Biały goniec · a2 – Biały pionek · c2 – Biały goniec · d2 – Biały król · f2 – Biały pionek · g2 – Biały pionek | g8 – Czarna wieża · h8 – Czarna wieża · b7 – Czarny król · f7 – Czarny pionek · b6 – Czarny pionek · c6 – Czarny goniec · e6 – Czarny pionek · g6 – Czarny skoczek · h6 – Czarny pionek · a5 – Czarny pionek · c5 – Czarny pionek · e5 – Biały pionek · h5 – Biała wieża · c4 – Biały pionek · g4 – Biała wieża · c3 – Biały pionek · e3 – Biały goniec · a2 – Biały pionek · c2 – Biały goniec · d2 – Biały król · f2 – Biały pionek · g2 – Biały pionek | g8 – Czarna wieża · h8 – Czarna wieża · b7 – Czarny król · f7 – Czarny pionek · b6 – Czarny pionek · c6 – Czarny goniec · e6 – Czarny pionek · g6 – Czarny skoczek · h6 – Czarny pionek · a5 – Czarny pionek · c5 – Czarny pionek · e5 – Biały pionek · h5 – Biała wieża · c4 – Biały pionek · g4 – Biała wieża · c3 – Biały pionek · e3 – Biały goniec · a2 – Biały pionek · c2 – Biały goniec · d2 – Biały król · f2 – Biały pionek · g2 – Biały pionek | g8 – Czarna wieża · h8 – Czarna wieża · b7 – Czarny król · f7 – Czarny pionek · b6 – Czarny pionek · c6 – Czarny goniec · e6 – Czarny pionek · g6 – Czarny skoczek · h6 – Czarny pionek · a5 – Czarny pionek · c5 – Czarny pionek · e5 – Biały pionek · h5 – Biała wieża · c4 – Biały pionek · g4 – Biała wieża · c3 – Biały pionek · e3 – Biały goniec · a2 – Biały pionek · c2 – Biały goniec · d2 – Biały król · f2 – Biały pionek · g2 – Biały pionek | g8 – Czarna wieża · h8 – Czarna wieża · b7 – Czarny król · f7 – Czarny pionek · b6 – Czarny pionek · c6 – Czarny goniec · e6 – Czarny pionek · g6 – Czarny skoczek · h6 – Czarny pionek · a5 – Czarny pionek · c5 – Czarny pionek · e5 – Biały pionek · h5 – Biała wieża · c4 – Biały pionek · g4 – Biała wieża · c3 – Biały pionek · e3 – Biały goniec · a2 – Biały pionek · c2 – Biały goniec · d2 – Biały król · f2 – Biały pionek · g2 – Biały pionek | g8 – Czarna wieża · h8 – Czarna wieża · b7 – Czarny król · f7 – Czarny pionek · b6 – Czarny pionek · c6 – Czarny goniec · e6 – Czarny pionek · g6 – Czarny skoczek · h6 – Czarny pionek · a5 – Czarny pionek · c5 – Czarny pionek · e5 – Biały pionek · h5 – Biała wieża · c4 – Biały pionek · g4 – Biała wieża · c3 – Biały pionek · e3 – Biały goniec · a2 – Biały pionek · c2 – Biały goniec · d2 – Biały król · f2 – Biały pionek · g2 – Biały pionek | g8 – Czarna wieża · h8 – Czarna wieża · b7 – Czarny król · f7 – Czarny pionek · b6 – Czarny pionek · c6 – Czarny goniec · e6 – Czarny pionek · g6 – Czarny skoczek · h6 – Czarny pionek · a5 – Czarny pionek · c5 – Czarny pionek · e5 – Biały pionek · h5 – Biała wieża · c4 – Biały pionek · g4 – Biała wieża · c3 – Biały pionek · e3 – Biały goniec · a2 – Biały pionek · c2 – Biały goniec · d2 – Biały król · f2 – Biały pionek · g2 – Biały pionek | g8 – Czarna wieża · h8 – Czarna wieża · b7 – Czarny król · f7 – Czarny pionek · b6 – Czarny pionek · c6 – Czarny goniec · e6 – Czarny pionek · g6 – Czarny skoczek · h6 – Czarny pionek · a5 – Czarny pionek · c5 – Czarny pionek · e5 – Biały pionek · h5 – Biała wieża · c4 – Biały pionek · g4 – Biała wieża · c3 – Biały pionek · e3 – Biały goniec · a2 – Biały pionek · c2 – Biały goniec · d2 – Biały król · f2 – Biały pionek · g2 – Biały pionek | 5 |
| 4 | g8 – Czarna wieża · h8 – Czarna wieża · b7 – Czarny król · f7 – Czarny pionek · b6 – Czarny pionek · c6 – Czarny goniec · e6 – Czarny pionek · g6 – Czarny skoczek · h6 – Czarny pionek · a5 – Czarny pionek · c5 – Czarny pionek · e5 – Biały pionek · h5 – Biała wieża · c4 – Biały pionek · g4 – Biała wieża · c3 – Biały pionek · e3 – Biały goniec · a2 – Biały pionek · c2 – Biały goniec · d2 – Biały król · f2 – Biały pionek · g2 – Biały pionek | g8 – Czarna wieża · h8 – Czarna wieża · b7 – Czarny król · f7 – Czarny pionek · b6 – Czarny pionek · c6 – Czarny goniec · e6 – Czarny pionek · g6 – Czarny skoczek · h6 – Czarny pionek · a5 – Czarny pionek · c5 – Czarny pionek · e5 – Biały pionek · h5 – Biała wieża · c4 – Biały pionek · g4 – Biała wieża · c3 – Biały pionek · e3 – Biały goniec · a2 – Biały pionek · c2 – Biały goniec · d2 – Biały król · f2 – Biały pionek · g2 – Biały pionek | g8 – Czarna wieża · h8 – Czarna wieża · b7 – Czarny król · f7 – Czarny pionek · b6 – Czarny pionek · c6 – Czarny goniec · e6 – Czarny pionek · g6 – Czarny skoczek · h6 – Czarny pionek · a5 – Czarny pionek · c5 – Czarny pionek · e5 – Biały pionek · h5 – Biała wieża · c4 – Biały pionek · g4 – Biała wieża · c3 – Biały pionek · e3 – Biały goniec · a2 – Biały pionek · c2 – Biały goniec · d2 – Biały król · f2 – Biały pionek · g2 – Biały pionek | g8 – Czarna wieża · h8 – Czarna wieża · b7 – Czarny król · f7 – Czarny pionek · b6 – Czarny pionek · c6 – Czarny goniec · e6 – Czarny pionek · g6 – Czarny skoczek · h6 – Czarny pionek · a5 – Czarny pionek · c5 – Czarny pionek · e5 – Biały pionek · h5 – Biała wieża · c4 – Biały pionek · g4 – Biała wieża · c3 – Biały pionek · e3 – Biały goniec · a2 – Biały pionek · c2 – Biały goniec · d2 – Biały król · f2 – Biały pionek · g2 – Biały pionek | g8 – Czarna wieża · h8 – Czarna wieża · b7 – Czarny król · f7 – Czarny pionek · b6 – Czarny pionek · c6 – Czarny goniec · e6 – Czarny pionek · g6 – Czarny skoczek · h6 – Czarny pionek · a5 – Czarny pionek · c5 – Czarny pionek · e5 – Biały pionek · h5 – Biała wieża · c4 – Biały pionek · g4 – Biała wieża · c3 – Biały pionek · e3 – Biały goniec · a2 – Biały pionek · c2 – Biały goniec · d2 – Biały król · f2 – Biały pionek · g2 – Biały pionek | g8 – Czarna wieża · h8 – Czarna wieża · b7 – Czarny król · f7 – Czarny pionek · b6 – Czarny pionek · c6 – Czarny goniec · e6 – Czarny pionek · g6 – Czarny skoczek · h6 – Czarny pionek · a5 – Czarny pionek · c5 – Czarny pionek · e5 – Biały pionek · h5 – Biała wieża · c4 – Biały pionek · g4 – Biała wieża · c3 – Biały pionek · e3 – Biały goniec · a2 – Biały pionek · c2 – Biały goniec · d2 – Biały król · f2 – Biały pionek · g2 – Biały pionek | g8 – Czarna wieża · h8 – Czarna wieża · b7 – Czarny król · f7 – Czarny pionek · b6 – Czarny pionek · c6 – Czarny goniec · e6 – Czarny pionek · g6 – Czarny skoczek · h6 – Czarny pionek · a5 – Czarny pionek · c5 – Czarny pionek · e5 – Biały pionek · h5 – Biała wieża · c4 – Biały pionek · g4 – Biała wieża · c3 – Biały pionek · e3 – Biały goniec · a2 – Biały pionek · c2 – Biały goniec · d2 – Biały król · f2 – Biały pionek · g2 – Biały pionek | g8 – Czarna wieża · h8 – Czarna wieża · b7 – Czarny król · f7 – Czarny pionek · b6 – Czarny pionek · c6 – Czarny goniec · e6 – Czarny pionek · g6 – Czarny skoczek · h6 – Czarny pionek · a5 – Czarny pionek · c5 – Czarny pionek · e5 – Biały pionek · h5 – Biała wieża · c4 – Biały pionek · g4 – Biała wieża · c3 – Biały pionek · e3 – Biały goniec · a2 – Biały pionek · c2 – Biały goniec · d2 – Biały król · f2 – Biały pionek · g2 – Biały pionek | 4 |
| 3 | g8 – Czarna wieża · h8 – Czarna wieża · b7 – Czarny król · f7 – Czarny pionek · b6 – Czarny pionek · c6 – Czarny goniec · e6 – Czarny pionek · g6 – Czarny skoczek · h6 – Czarny pionek · a5 – Czarny pionek · c5 – Czarny pionek · e5 – Biały pionek · h5 – Biała wieża · c4 – Biały pionek · g4 – Biała wieża · c3 – Biały pionek · e3 – Biały goniec · a2 – Biały pionek · c2 – Biały goniec · d2 – Biały król · f2 – Biały pionek · g2 – Biały pionek | g8 – Czarna wieża · h8 – Czarna wieża · b7 – Czarny król · f7 – Czarny pionek · b6 – Czarny pionek · c6 – Czarny goniec · e6 – Czarny pionek · g6 – Czarny skoczek · h6 – Czarny pionek · a5 – Czarny pionek · c5 – Czarny pionek · e5 – Biały pionek · h5 – Biała wieża · c4 – Biały pionek · g4 – Biała wieża · c3 – Biały pionek · e3 – Biały goniec · a2 – Biały pionek · c2 – Biały goniec · d2 – Biały król · f2 – Biały pionek · g2 – Biały pionek | g8 – Czarna wieża · h8 – Czarna wieża · b7 – Czarny król · f7 – Czarny pionek · b6 – Czarny pionek · c6 – Czarny goniec · e6 – Czarny pionek · g6 – Czarny skoczek · h6 – Czarny pionek · a5 – Czarny pionek · c5 – Czarny pionek · e5 – Biały pionek · h5 – Biała wieża · c4 – Biały pionek · g4 – Biała wieża · c3 – Biały pionek · e3 – Biały goniec · a2 – Biały pionek · c2 – Biały goniec · d2 – Biały król · f2 – Biały pionek · g2 – Biały pionek | g8 – Czarna wieża · h8 – Czarna wieża · b7 – Czarny król · f7 – Czarny pionek · b6 – Czarny pionek · c6 – Czarny goniec · e6 – Czarny pionek · g6 – Czarny skoczek · h6 – Czarny pionek · a5 – Czarny pionek · c5 – Czarny pionek · e5 – Biały pionek · h5 – Biała wieża · c4 – Biały pionek · g4 – Biała wieża · c3 – Biały pionek · e3 – Biały goniec · a2 – Biały pionek · c2 – Biały goniec · d2 – Biały król · f2 – Biały pionek · g2 – Biały pionek | g8 – Czarna wieża · h8 – Czarna wieża · b7 – Czarny król · f7 – Czarny pionek · b6 – Czarny pionek · c6 – Czarny goniec · e6 – Czarny pionek · g6 – Czarny skoczek · h6 – Czarny pionek · a5 – Czarny pionek · c5 – Czarny pionek · e5 – Biały pionek · h5 – Biała wieża · c4 – Biały pionek · g4 – Biała wieża · c3 – Biały pionek · e3 – Biały goniec · a2 – Biały pionek · c2 – Biały goniec · d2 – Biały król · f2 – Biały pionek · g2 – Biały pionek | g8 – Czarna wieża · h8 – Czarna wieża · b7 – Czarny król · f7 – Czarny pionek · b6 – Czarny pionek · c6 – Czarny goniec · e6 – Czarny pionek · g6 – Czarny skoczek · h6 – Czarny pionek · a5 – Czarny pionek · c5 – Czarny pionek · e5 – Biały pionek · h5 – Biała wieża · c4 – Biały pionek · g4 – Biała wieża · c3 – Biały pionek · e3 – Biały goniec · a2 – Biały pionek · c2 – Biały goniec · d2 – Biały król · f2 – Biały pionek · g2 – Biały pionek | g8 – Czarna wieża · h8 – Czarna wieża · b7 – Czarny król · f7 – Czarny pionek · b6 – Czarny pionek · c6 – Czarny goniec · e6 – Czarny pionek · g6 – Czarny skoczek · h6 – Czarny pionek · a5 – Czarny pionek · c5 – Czarny pionek · e5 – Biały pionek · h5 – Biała wieża · c4 – Biały pionek · g4 – Biała wieża · c3 – Biały pionek · e3 – Biały goniec · a2 – Biały pionek · c2 – Biały goniec · d2 – Biały król · f2 – Biały pionek · g2 – Biały pionek | g8 – Czarna wieża · h8 – Czarna wieża · b7 – Czarny król · f7 – Czarny pionek · b6 – Czarny pionek · c6 – Czarny goniec · e6 – Czarny pionek · g6 – Czarny skoczek · h6 – Czarny pionek · a5 – Czarny pionek · c5 – Czarny pionek · e5 – Biały pionek · h5 – Biała wieża · c4 – Biały pionek · g4 – Biała wieża · c3 – Biały pionek · e3 – Biały goniec · a2 – Biały pionek · c2 – Biały goniec · d2 – Biały król · f2 – Biały pionek · g2 – Biały pionek | 3 |
| 2 | g8 – Czarna wieża · h8 – Czarna wieża · b7 – Czarny król · f7 – Czarny pionek · b6 – Czarny pionek · c6 – Czarny goniec · e6 – Czarny pionek · g6 – Czarny skoczek · h6 – Czarny pionek · a5 – Czarny pionek · c5 – Czarny pionek · e5 – Biały pionek · h5 – Biała wieża · c4 – Biały pionek · g4 – Biała wieża · c3 – Biały pionek · e3 – Biały goniec · a2 – Biały pionek · c2 – Biały goniec · d2 – Biały król · f2 – Biały pionek · g2 – Biały pionek | g8 – Czarna wieża · h8 – Czarna wieża · b7 – Czarny król · f7 – Czarny pionek · b6 – Czarny pionek · c6 – Czarny goniec · e6 – Czarny pionek · g6 – Czarny skoczek · h6 – Czarny pionek · a5 – Czarny pionek · c5 – Czarny pionek · e5 – Biały pionek · h5 – Biała wieża · c4 – Biały pionek · g4 – Biała wieża · c3 – Biały pionek · e3 – Biały goniec · a2 – Biały pionek · c2 – Biały goniec · d2 – Biały król · f2 – Biały pionek · g2 – Biały pionek | g8 – Czarna wieża · h8 – Czarna wieża · b7 – Czarny król · f7 – Czarny pionek · b6 – Czarny pionek · c6 – Czarny goniec · e6 – Czarny pionek · g6 – Czarny skoczek · h6 – Czarny pionek · a5 – Czarny pionek · c5 – Czarny pionek · e5 – Biały pionek · h5 – Biała wieża · c4 – Biały pionek · g4 – Biała wieża · c3 – Biały pionek · e3 – Biały goniec · a2 – Biały pionek · c2 – Biały goniec · d2 – Biały król · f2 – Biały pionek · g2 – Biały pionek | g8 – Czarna wieża · h8 – Czarna wieża · b7 – Czarny król · f7 – Czarny pionek · b6 – Czarny pionek · c6 – Czarny goniec · e6 – Czarny pionek · g6 – Czarny skoczek · h6 – Czarny pionek · a5 – Czarny pionek · c5 – Czarny pionek · e5 – Biały pionek · h5 – Biała wieża · c4 – Biały pionek · g4 – Biała wieża · c3 – Biały pionek · e3 – Biały goniec · a2 – Biały pionek · c2 – Biały goniec · d2 – Biały król · f2 – Biały pionek · g2 – Biały pionek | g8 – Czarna wieża · h8 – Czarna wieża · b7 – Czarny król · f7 – Czarny pionek · b6 – Czarny pionek · c6 – Czarny goniec · e6 – Czarny pionek · g6 – Czarny skoczek · h6 – Czarny pionek · a5 – Czarny pionek · c5 – Czarny pionek · e5 – Biały pionek · h5 – Biała wieża · c4 – Biały pionek · g4 – Biała wieża · c3 – Biały pionek · e3 – Biały goniec · a2 – Biały pionek · c2 – Biały goniec · d2 – Biały król · f2 – Biały pionek · g2 – Biały pionek | g8 – Czarna wieża · h8 – Czarna wieża · b7 – Czarny król · f7 – Czarny pionek · b6 – Czarny pionek · c6 – Czarny goniec · e6 – Czarny pionek · g6 – Czarny skoczek · h6 – Czarny pionek · a5 – Czarny pionek · c5 – Czarny pionek · e5 – Biały pionek · h5 – Biała wieża · c4 – Biały pionek · g4 – Biała wieża · c3 – Biały pionek · e3 – Biały goniec · a2 – Biały pionek · c2 – Biały goniec · d2 – Biały król · f2 – Biały pionek · g2 – Biały pionek | g8 – Czarna wieża · h8 – Czarna wieża · b7 – Czarny król · f7 – Czarny pionek · b6 – Czarny pionek · c6 – Czarny goniec · e6 – Czarny pionek · g6 – Czarny skoczek · h6 – Czarny pionek · a5 – Czarny pionek · c5 – Czarny pionek · e5 – Biały pionek · h5 – Biała wieża · c4 – Biały pionek · g4 – Biała wieża · c3 – Biały pionek · e3 – Biały goniec · a2 – Biały pionek · c2 – Biały goniec · d2 – Biały król · f2 – Biały pionek · g2 – Biały pionek | g8 – Czarna wieża · h8 – Czarna wieża · b7 – Czarny król · f7 – Czarny pionek · b6 – Czarny pionek · c6 – Czarny goniec · e6 – Czarny pionek · g6 – Czarny skoczek · h6 – Czarny pionek · a5 – Czarny pionek · c5 – Czarny pionek · e5 – Biały pionek · h5 – Biała wieża · c4 – Biały pionek · g4 – Biała wieża · c3 – Biały pionek · e3 – Biały goniec · a2 – Biały pionek · c2 – Biały goniec · d2 – Biały król · f2 – Biały pionek · g2 – Biały pionek | 2 |
| 1 | g8 – Czarna wieża · h8 – Czarna wieża · b7 – Czarny król · f7 – Czarny pionek · b6 – Czarny pionek · c6 – Czarny goniec · e6 – Czarny pionek · g6 – Czarny skoczek · h6 – Czarny pionek · a5 – Czarny pionek · c5 – Czarny pionek · e5 – Biały pionek · h5 – Biała wieża · c4 – Biały pionek · g4 – Biała wieża · c3 – Biały pionek · e3 – Biały goniec · a2 – Biały pionek · c2 – Biały goniec · d2 – Biały król · f2 – Biały pionek · g2 – Biały pionek | g8 – Czarna wieża · h8 – Czarna wieża · b7 – Czarny król · f7 – Czarny pionek · b6 – Czarny pionek · c6 – Czarny goniec · e6 – Czarny pionek · g6 – Czarny skoczek · h6 – Czarny pionek · a5 – Czarny pionek · c5 – Czarny pionek · e5 – Biały pionek · h5 – Biała wieża · c4 – Biały pionek · g4 – Biała wieża · c3 – Biały pionek · e3 – Biały goniec · a2 – Biały pionek · c2 – Biały goniec · d2 – Biały król · f2 – Biały pionek · g2 – Biały pionek | g8 – Czarna wieża · h8 – Czarna wieża · b7 – Czarny król · f7 – Czarny pionek · b6 – Czarny pionek · c6 – Czarny goniec · e6 – Czarny pionek · g6 – Czarny skoczek · h6 – Czarny pionek · a5 – Czarny pionek · c5 – Czarny pionek · e5 – Biały pionek · h5 – Biała wieża · c4 – Biały pionek · g4 – Biała wieża · c3 – Biały pionek · e3 – Biały goniec · a2 – Biały pionek · c2 – Biały goniec · d2 – Biały król · f2 – Biały pionek · g2 – Biały pionek | g8 – Czarna wieża · h8 – Czarna wieża · b7 – Czarny król · f7 – Czarny pionek · b6 – Czarny pionek · c6 – Czarny goniec · e6 – Czarny pionek · g6 – Czarny skoczek · h6 – Czarny pionek · a5 – Czarny pionek · c5 – Czarny pionek · e5 – Biały pionek · h5 – Biała wieża · c4 – Biały pionek · g4 – Biała wieża · c3 – Biały pionek · e3 – Biały goniec · a2 – Biały pionek · c2 – Biały goniec · d2 – Biały król · f2 – Biały pionek · g2 – Biały pionek | g8 – Czarna wieża · h8 – Czarna wieża · b7 – Czarny król · f7 – Czarny pionek · b6 – Czarny pionek · c6 – Czarny goniec · e6 – Czarny pionek · g6 – Czarny skoczek · h6 – Czarny pionek · a5 – Czarny pionek · c5 – Czarny pionek · e5 – Biały pionek · h5 – Biała wieża · c4 – Biały pionek · g4 – Biała wieża · c3 – Biały pionek · e3 – Biały goniec · a2 – Biały pionek · c2 – Biały goniec · d2 – Biały król · f2 – Biały pionek · g2 – Biały pionek | g8 – Czarna wieża · h8 – Czarna wieża · b7 – Czarny król · f7 – Czarny pionek · b6 – Czarny pionek · c6 – Czarny goniec · e6 – Czarny pionek · g6 – Czarny skoczek · h6 – Czarny pionek · a5 – Czarny pionek · c5 – Czarny pionek · e5 – Biały pionek · h5 – Biała wieża · c4 – Biały pionek · g4 – Biała wieża · c3 – Biały pionek · e3 – Biały goniec · a2 – Biały pionek · c2 – Biały goniec · d2 – Biały król · f2 – Biały pionek · g2 – Biały pionek | g8 – Czarna wieża · h8 – Czarna wieża · b7 – Czarny król · f7 – Czarny pionek · b6 – Czarny pionek · c6 – Czarny goniec · e6 – Czarny pionek · g6 – Czarny skoczek · h6 – Czarny pionek · a5 – Czarny pionek · c5 – Czarny pionek · e5 – Biały pionek · h5 – Biała wieża · c4 – Biały pionek · g4 – Biała wieża · c3 – Biały pionek · e3 – Biały goniec · a2 – Biały pionek · c2 – Biały goniec · d2 – Biały król · f2 – Biały pionek · g2 – Biały pionek | g8 – Czarna wieża · h8 – Czarna wieża · b7 – Czarny król · f7 – Czarny pionek · b6 – Czarny pionek · c6 – Czarny goniec · e6 – Czarny pionek · g6 – Czarny skoczek · h6 – Czarny pionek · a5 – Czarny pionek · c5 – Czarny pionek · e5 – Biały pionek · h5 – Biała wieża · c4 – Biały pionek · g4 – Biała wieża · c3 – Biały pionek · e3 – Biały goniec · a2 – Biały pionek · c2 – Biały goniec · d2 – Biały król · f2 – Biały pionek · g2 – Biały pionek | 1 |
|   | a | b | c | d | e | f | g | h |   |

Przebieg meczu potwierdził te prognozy. Mistrz świata co prawda szybko objął prowadzenie, wygrywając 2. partię, ale już w kolejnym pojedynku pretendent odrobił straty i doprowadził do remisu. W szóstej partii Carlsen popełnił duży błąd (26. Kd2?), który jednakże nie został wykorzystany przez Ananda (26... a4? zamiast 26... S:e5! i dalej 27. W:g8 Sc4+! 28. Kd3 Sb2+ z wygraną pozycją), co w efekcie spowodowało przegranie przez niego tej partii i objęcie prowadzenia w meczu przez Norwega w stosunku 3½ – 2½. 
Kolejne cztery partie zakończyły się remisami, co zapowiadało emocjonującą końcówkę i zachowanie szans na odzyskanie tytuł przez Viswanathana Ananda. Jednakże w przedostatniej, 11. partii, Magnus Carlsen pokonał swojego rywala, zwyciężając w meczu w stosunku 6½ – 4½ i zachowując tytuł mistrza świata.
Obecny na zakończeniu meczu prezydent Rosji Władimir Putin pogratulował obu zawodnikom oraz zwrócił uwagę na ogromne zainteresowanie kibiców na całym świecie – każdego dnia rywalizację śledziło ok. 2 milionów widzów z ponad 100 krajów.
Były mistrz świata Garri Kasparow ocenił poziom rozegranych partii jako niezbyt wysoki. Dodał jednocześnie, że był pewny zwycięstwa Carlsena (przed meczem przewidywał jego wygraną z przewagą dwóch punktów), który według jego opinii jest najlepszym szachistą świata, co udowodnił pokonując Ananda, pomimo słabszego przygotowania i lepszej – niż w poprzednim meczu – dyspozycji swojego przeciwnika. Mistrzyni świata Hou Yifan określiła mecz jako emocjonujący, zwróciła również uwagę, że w tak ważnym spotkaniu zawodnicy poddawani są dużej presji, co może negatywnie odbić się na poziomie poszczególnych partii.
Magnusa Carlsena wspierali arcymistrzowie Jon Ludvig Hammer i Peter Heine Nielsen, natomiast w grupie współpracowników Viswanathana Ananda znaleźli się arcymistrzowie Krishnan Sasikiran, Radosław Wojtaszek oraz Grzegorz Gajewski.
| Partia | Data         | Anand | Carlsen | ECO | Pos. | Wynik w meczu             | Zapis |
| ------ | ------------ | ----- | ------- | --- | ---- | ------------------------- | ----- |
| 1      | 8 listopada  | ½     | ½       | D85 | 48   | remis ½ – ½               |       |
| 2      | 9 listopada  | 0     | 1       | C65 | 35   | Carlsen prowadzi 1½ – ½   |       |
| 3      | 11 listopada | 1     | 0       | D37 | 34   | remis 1½ – 1½             |       |
| 4      | 12 listopada | ½     | ½       | B40 | 47   | remis 2 – 2               |       |
| 5      | 14 listopada | ½     | ½       | E15 | 39   | remis 2½ – 2½             |       |
| 6      | 15 listopada | 0     | 1       | B41 | 38   | Carlsen prowadzi 3½ – 2½  |       |
| 7      | 17 listopada | ½     | ½       | C67 | 122  | Carlsen prowadzi 4 – 3    |       |
| 8      | 18 listopada | ½     | ½       | D37 | 41   | Carlsen prowadzi 4½ – 3½  |       |
| 9      | 20 listopada | ½     | ½       | C67 | 20   | Carlsen prowadzi 5 – 4    |       |
| 10     | 21 listopada | ½     | ½       | D97 | 32   | Carlsen prowadzi 5½ – 4½  |       |
| 11     | 23 listopada | 0     | 1       | C67 | 45   | Carlsen zwyciężył 6½ – 4½ |       |
| 12     | 25 listopada |       |         |     |      |                           |       |

## Zapisy partii

### partia nr 1
1. Anand – Carlsen, obrona Grünfelda (D85)
1. d4 Sf6 2. c4 g6 3. Sc3 d5 4. c:d5 S:d5 5. Gd2 Gg7 6. e4 S:c3 7. G:c3 O-O 8. Hd2 Sc6 9. Sf3 Gg4 10. d5 G:f3 11. G:g7 K:g7 12. g:f3 Se5 13. O-O-O c6 14. Hc3 f6 15. Gh3 c:d5 16. e:d5 Sf7 17. f4 Hd6 18. Hd4 Wad8 19. Ge6 Hb6 20. Hd2 Wd6 21. Whe1 Sd8 22. f5 S:e6 23. W:e6 Hc7+ 24. Kb1 Wc8 25. Wde1 W:e6 26. W:e6 Wd8 27. He3 Wd7 28. d6 e:d6 29. Hd4 Wf7 30. f:g6 h:g6 31. W:d6 a6 32. a3 Ha5 33. f4 Hh5 34. Hd2 Hc5 35. Wd5 Hc4 36. Wd7 Hc6 37. Wd6 He4+ 38. Ka2 We7 39. Hc1 a5 40. Hf1 a4 41. Wd1 Hc2 42. Wd4 We2 43. Wb4 b5 44. Hh1 We7 45. Hd5 We1 46. Hd7+ Kh6 47. Hh3+ Kg7 48. Hd7+ remis

### partia nr 2
2. Carlsen – Anand, partia hiszpańska (C65)
1. e4 e5 2. Sf3 Sc6 3. Gb5 Sf6 4. d3 Gc5 5. O-O d6 6. We1 O-O 7. G:c6 b:c6 8. h3 We8 9. Sbd2 Sd7 10. Sc4 Gb6 11. a4 a5 12. S:b6 c:b6 13. d4 Hc7 14. Wa3 Sf8 15. d:e5 d:e5 16. Sh4 Wd8 17. Hh5 f6 18. Sf5 Ge6 19. Wg3 Sg6 20. h4 G:f5 21. e:f5 Sf4 22. G:f4 e:f4 23. Wc3 c5 24. We6 Wab8 25. Wc4 Hd7 26. Kh2 Wf8 27. Wce4 Wb7 28. He2 b5 29. b3 b:a4 30. b:a4 Wb4 31. We7 Hd6 32. Hf3 W:e4 33. H:e4 f3+ 34. g3 h5 35. Hb7 1–0

### partia nr 3
3. Anand – Carlsen, gambit hetmański (D37)
1. d4 Sf6 2. c4 e6 3. Sf3 d5 4. Sc3 Ge7 5. Gf4 O-O 6. e3 Sbd7 7. c5 c6 8. Gd3 b6 9. b4 a5 10. a3 Ga6 11. G:a6 W:a6 12. b5 c:b5 13. c6 Hc8 14. c7 b4 15. Sb5 a4 16. Wc1 Se4 17. Sg5 Sdf6 18. S:e4 S:e4 19. f3 Wa5 20. f:e4 W:b5 21. H:a4 Wa5 22. Hc6 b:a3 23. e:d5 W:d5 24. H:b6 Hd7 25. O-O Wc8 26. Wc6 g5 27. Gg3 Gb4 28. Wa1 Ga5 29. Ha6 G:c7 30. Hc4 e5 31. G:e5 W:e5 32. d:e5 He7 33. e6 Kf8 34. Wc1 1–0

### partia nr 4
4.  Carlsen – Anand, obrona sycylijska (B40)
1. e4 c5 2. Sf3 e6 3. g3 Sc6 4. Gg2 d5 5. e:d5 e:d5 6. 0-0 Sf6 7. d4 Ge7 8. Ge3 c:d4 9. S:d4 Gg4 10. Hd3 Hd7 11. Sd2 0-0 12. S2f3 Wfe8 13. Wfe1 Gd6 14. c3 h6 15. Hf1 Gh5 16. h3 Gg6 17. Wad1 Wad8 18. S:c6 b:c6 19. c4 Ge4 20. Gd4 Sh7 21. c:d5 G:d5 22. W:e8+ W:e8 23. Hd3 Sf8 24. Sh4 Ge5 25. G:d5 H:d5 26. G:e5 H:e5 27. b3 Se6 28. Sf3 Hf6 29. Kg2 Wd8 30. He2 Wd5 31. W:d5 c:d5 32. Se5 Hf5 33. Sd3 Sd4 34. g4 Hd7 35. He5 Se6 36. Kg3 Hb5 37. Sf4 S:f4 38. K:f4 Hb4+ 39. Kf3 d4 40. He8+ Kh7 41. H:f7 Hd2 42. Hf5+ Kh8 43. h4 H:a2 44. He6 Hd2 45. He8+ Kh7 46. He4+ Kh8 47. He8+ Kh7 remis

### partia nr 5
5.  Anand – Carlsen, obrona hetmańsko-indyjska (E15)
1. d4 Sf6 2. c4 e6 3. Sf3 b6 4. g3 Gb4+ 5. Gd2 Ge7 6. Sc3 Gb7 7. Gg2 c6 8. e4 d5 9. e:d5 c:d5 10. Se5 0-0 11. 0-0 Sc6 12. c:d5 S:e5 13. d6 Sc6 14. d:e7 H:e7 15. Gg5 h6 16. d5 Sa5 17. G:f6 H:f6 18. d:e6 H:e6 19. We1 Hf6 20. Sd5 G:d5 21. G:d5 Wad8 22. Hf3 H:b2 23. Wad1 Hf6 24. H:f6 g:f6 25. We7 Kg7 26. W:a7 Sc6 27. Wb7 Sb4 28. Gb3 W:d1+ 29. G:d1 S:a2 30. W:b6 Sc3 31. Gf3 f5 32. Kg2 Wd8 33. Wc6 Se4 34. G:e4 f:e4 35. Wc4 f5 36. g4 Wd2 37. g:f5 e3 38. We4 W:f2+ 39. Kg3 W:f5 remis

### partia nr 6
6.  Carlsen – Anand, obrona sycylijska (B41)
1. e4 c5 2. Sf3 e6 3. d4 c:d4 4. S:d4 a6 5. c4 Sf6 6. Sc3 Gb4 7. Hd3 Sc6 8. S:c6 d:c6 9. H:d8+ K:d8 10. e5 Sd7 11. Gf4 G:c3+ 12. b:c3 Kc7 13. h4 b6 14. h5 h6 15. 0-0-0 Gb7 16. Wd3 c5 17. Wg3 Wag8 18. Gd3 Sf8 19. Ge3 g6 20. h:g6 S:g6 21. Wh5 Gc6 22. Gc2 Kb7 23. Wg4 a5 24. Gd1 Wd8 25. Gc2 Wdg8 26. Kd2 a4 27. Ke2 a3 28. f3 Wd8 29. Ke1 Wd7 30. Gc1 Wa8 31. Ke2 Ga4 32. Ge4+ Gc6 33. G:g6 f:g6 34. W:g6 Ga4 35. W:e6 Wd1 36. G:a3 Wa1 37. Ke3 Gc2 38. We7+ 1–0

### partia nr 7
7. Carlsen – Anand, partia hiszpańska (C67)
1. e4 e5 2. Sf3 Sc6 3. Gb5 Sf6 4. 0-0 S:e4 5. d4 Sd6 6. G:c6 d:c6 7. d:e5 Sf5 8. H:d8+ K:d8 9. h3 Ke8 10. Sc3 h5 11. Gf4 Ge7 12. Wad1 Ge6 13. Sg5 Wh6 14. g3 G:g5 15. G:g5 Wg6 16. h4 f6 17. e:f6 g:f6 18. Gf4 S:h4 19. f3 Wd8 20. Kf2 W:d1 21. S:d1 Sf5 22. Wh1 G:a2 23. W:h5 Ge6 24. g4 Sd6 25. Wh7 Sf7 26. Se3 Kd8 27. Sf5 c5 28. Sg3 Se5 29. Wh8+ Wg8 30. G:e5 f:e5 31. Wh5 G:g4 32. f:g4 W:g4 33. W:e5 b6 34. Se4 Wh4 35. Ke2 Wh6 36. b3 Kd7 37. Kd2 Kc6 38. Sc3 a6 39. We4 Wh2+ 40. Kc1 Wh1+ 41. Kb2 Wh6 42. Sd1 Wg6 43. Se3 Wh6 44. We7 Wh2 45. We6+ Kb7 46. Kc3 Wh4 47. Kb2 Wh2 48. Sd5 Wd2 49. Sf6 Wf2 50. Kc3 Wf4 51. Se4 Wh4 52. Sf2 Wh2 53. Wf6 Wh7 54. Sd3 Wh3 55. Kd2 Wh2+ 56. Wf2 Wh4 57. c4 Wh3 58. Kc2 Wh7 59. Sb2 Wh5 60. We2 Wg5 61. Sd1 b5 62. Sc3 c6 63. Se4 Wh5 64. Sf6 Wg5 65. We7+ Kb6 66. Sd7+ Ka5 67. We4 Wg2+ 68. Kc1 Wg1+ 69. Kd2 Wg2+ 70. Ke1 b:c4 71. W:c4 Wg3 72. S:c5 Kb5 73. Wc2 a5 74. Kf2 Wh3 75. Wc1 Kb4 76. Ke2 Wc3 77. Sd3+ K:b3 78. Wa1 Kc4 79. Sf2 Kb5 80. Wb1+ Kc4 81. Se4 Wa3 82. Sd2+ Kd5 83. Wh1 a4 84. Wh5+ Kd4 85. Wh4+ Kc5 86. Kd1 Kb5 87. Kc2 Wg3 88. Se4 Wg2+ 89. Kd3 a3 90. Sc3+ Kb6 91. Wa4 a2 92. S:a2 Wg3+ 93. Kc2 Wg2+ 94. Kb3 Wg3+ 95. Sc3 Wh3 96. Wb4+ Kc7 97. Wg4 Wh7 98. Kc4 Wf7 99. Wg5 Kb6 100. Sa4+ Kc7 101. Kc5 Kd7 102. Kb6 Wf1 103. Sc5+ Ke7 104. K:c6 Wd1 105. Wg6 Kf7 106. Wh6 Wg1 107. Kd5 Wg5+ 108. Kd4 Wg6 109. Wh1 Wg2 110. Se4 Wa2 111. Wf1+ Ke7 112. Sc3 Wh2 113. Sd5+ Kd6 114. Wf6+ Kd7 115. Sf4 Wh1 116. Wg6 Wd1+ 117. Sd3 Ke7 118. Wa6 Kd7 119. Ke4 Ke7 120. Wc6 Kd7 121. Wc1 W:c1 122. S:c1 remis

### partia nr 8
8.  Anand – Carlsen, gambit hetmański (D37)
1. d4 Sf6 2. c4 e6 3. Sf3 d5 4. Sc3 Ge7 5. Gf4 0-0 6. e3 c5 7. d:c5 G:c5 8. a3 Sc6 9. Hc2 We8 10. Gg5 Ge7 11. Wd1 Ha5 12. Gd3 h6 13. Gh4 d:c4 14. G:c4 a6 15. 0-0 b5 16. Ga2 Gb7 17. Gb1 Wad8 18. G:f6 G:f6 19. Se4 Ge7 20. Sc5 G:c5 21. H:c5 b4 22. Wc1 b:a3 23. b:a3 H:c5 24. W:c5 Se7 25. Wfc1 Wc8 26. Gd3 Wed8 27. W:c8 W:c8 28. W:c8+ S:c8 29. Sd2 Sb6 30. Sb3 Sd7 31. Sa5 Gc8 32. Kf1 Kf8 33. Ke1 Ke7 34. Kd2 Kd6 35. Kc3 Se5 36. Ge2 Kc5 37. f4 Sc6 38. S:c6 K:c6 39. Kd4 f6 40. e4 Kd6 41. e5+ remis

### partia nr 9
9. Carlsen – Anand, partia hiszpańska (C67)
1. e4 e5 2. Sf3 Sc6 3. Gb5 Sf6 4. 0-0 S:e4 5. d4 Sd6 6. G:c6 d:c6 7. d:e5 Sf5 8. H:d8+ K:d8 9. h3 Ke8 10. Sc3 h5 11. Se2 b6 12. Wd1 Ga6 13. Sf4 Gb7 14. e6 Gd6 15. e:f7+ K:f7 16. Sg5+ Kf6 17. Se4+ Kf7 18. Sg5+ Kf6 19. Se4+ Kf7 20. Sg5+ remis

### partia nr 10
10.  Anand – Carlsen, obrona Grünfelda (D97)
1. d4 Sf6 2. c4 g6 3. Sc3 d5 4. Sf3 Gg7 5. Hb3 d:c4 6. H:c4 0-0 7. e4 Sa6 8. Ge2 c5 9. d5 e6 10. 0-0 e:d5 11. e:d5 We8 12. Gg5 h6 13. Ge3 Gf5 14. Wad1 Se4 15. S:e4 G:e4 16. Hc1 Hf6 17. G:h6 H:b2 18. H:b2 G:b2 19. Sg5 Gd4 20. S:e4 W:e4 21. Gf3 We7 22. d6 Wd7 23. Gf4 Sb4 24. Wd2 We8 25. Wc1 We6 26. h4 Ge5 27. G:e5 W:e5 28. G:b7 W:b7 29. d7 Sc6 30. d8H+ S:d8 31. W:d8+ Kg7 32. Wd2 remis

### partia nr 11
11. Carlsen – Anand, partia hiszpańska (C67)
1. e4 e5 2. Sf3 Sc6 3. Gb5 Sf6 4. 0-0 S:e4 5. d4 Sd6 6. G:c6 d:c6 7. d:e5 Sf5 8. H:d8+ K:d8 9. h3 Gd7 10. Sc3 h6 11. b3 Kc8 12. Gb2 c5 13. Wad1 b6 14. Wfe1 Ge6 15. Sd5 g5 16. c4 Kb7 17. Kh2 a5 18. a4 Se7 19. g4 Sg6 20. Kg3 Ge7 21. Sd2 Whd8 22. Se4 Gf8 23. Sef6 b5 24. Gc3 b:a4 25. b:a4 Kc6 26. Kf3 Wdb8 27. Ke4 Wb4 28. G:b4 c:b4 29. Sh5 Kb7 30. f4 g:f4 31. Sh:f4 S:f4 32. S:f4 G:c4 33. Wd7 Wa6 34. Sd5 Wc6 35. W:f7 Gc5 36. W:c7+ W:c7 37. S:c7 Kc6 38. Sb5 G:b5 39. a:b5+ K:b5 40. e6 b3 41. Kd3 Ge7 42. h4 a4 43. g5 h:g5 44. h:g5 a3 45. Kc3 1–0

## Literatura
- Jerzy Konikowski, Magnus Carlsen dalej królem!, Penelopa 2014, ISBN 978-83-62908-85-1